# André Honnorat
Pour les personnes ayant le même patronyme, voir Honnorat.
André Honnorat, né le 10 décembre 1868 à Paris (9e arrondissement) et mort le 24 juillet 1950 dans la même ville (14e arrondissement), est un homme politique français.

## Biographie

### Les origines et la jeunesse
André Honnorat est le fils de Hyacinthe Honnorat, un négociant originaire d'Allos (Basses-Alpes) qui est installé à Lyon.
Son grand-père paternel est journaliste dans cette ville. Sa famille porte le même nom et est originaire du même hameau que le lexicographe provençal Simon-Jude Honnorat (1883-1852). Les deux familles déclarent d'ailleurs être "cousines" et figurent réciproquement sur les faire-part familiaux des uns et des autres sans que la réalité de cette parenté supposée ait pu être établie. Le père d'André Honnorat est d'ailleurs le filleul du fils du docteur Honnorat. Encore en 1918, André Honnorat fait-il effectuer pour déterminer le sort de sa "cousine" Rosalie Rommel (1843-1917), petite-fille du docteur Honnorat, qui est demeurée à Lille durant l'occupation allemande ((Marc Frangi: "Le fils du docteur Honnorat, Honnorat-Bocquet", Annales de Haute-Provence, no 334, 1999 et "Un républicain provençal à Lille", site de l'Association 185:https://1851.fr//hommes.fr [archive]).

Sa mère est une pigiste, dont une partie de la famille est originaire des Deux-Sèvres. Bien que né à Paris, André Honnorat entame d'abord à Lyon des études secondaires qu'il est contraint d'abandonner à cause des difficultés financières que connaît sa famille, en n'ayant donc pu passer le baccalauréat.

### La carrière politique
Il entame néanmoins une carrière de journaliste avant d'entrer dans la haute administration. Il est tour à tour directeur de cabinet de plusieurs ministres de la Troisième République. En 1896, il crée, avec Émile Javal, Charles Richet et Jacques Bertillon, l'Alliance nationale pour l'accroissement de la population. Il est à noter qu'André Honnorat demeura pour sa part célibataire et sans enfant.
En 1907, il est élu conseiller général du canton de Lauzet, dans les Basses-Alpes et le demeurera jusqu'à sa mort, en 1950. Puis, en 1910, il est élu député des Basses-Alpes sur les listes de la Gauche radicale démocratique. Il propose plusieurs amendements (22 janvier 1914) sur l'hygiène et les soins apportés aux jeunes hommes effectuant leur service militaire, notamment l'interdiction de renvoyer un soldat dans son foyer sans qu'il ait été traité contre la tuberculose. La Chambre des députés ratifie cet amendement quelques mois plus tard, le 15 avril 1915, en votant des crédits qui permettront des installations hospitalières où les poilus seront curés contre la tuberculose. Il fonde avec Léon Bourgeois, en 1916, le Comité national d'assistance aux anciens militaires tuberculeux. La même année, afin d'économiser l'énergie du pays en guerre, il propose l'adoption de l'heure d'été.
André Honnorat s'intéressa beaucoup à la communauté française du Mexique, largement composées de personnes originaires des vallées de l'Ubaye et de la Blanche (Basses-Alpes), notamment de Barcelonnette et œuvra en sa faveur, notamment pour le maintien des liens avec la Mère-Patrie.
Entre 1917 et 1920, il multiplie les fondations et les amendements à but humanitaire ; Comité de protection et d'éducation des orphelins de guerre et des fils de Français résidant à l'étranger (1918), loi dite « loi Honnorat » qui institue des sanatoriums pour les tuberculeux,, Cité internationale universitaire de Paris (1919) construite à partir de 1923 l'architecte Lucien Bechmann, le mécène Emile Deutsch de la Meurthe, avec la collaboration de la Suède, de la Norvège et celle de David David-Weill, Jean Branet et Paul Appell.
En 1920, il participe à la fondation de l'Union internationale contre la tuberculose et il est nommé, la même année, ministre de l'Instruction publique.
En 1921, il est élu sénateur des Basses-Alpes et devient membre des commissions des Affaires étrangères, de l'Éducation nationale et de la Santé publique.
En 1925, il est fait président du Comité national de défense contre la tuberculose (CNDT) avant de devenir membre de l'Institut Pasteur de 1932 à 1934, date à laquelle il crée la Fondation Roux qui attribue des bourses aux jeunes scientifiques étudiant à l'Institut Pasteur.
En 1930, il participe au troisième cours universitaire de Davos, avec de nombreux autres intellectuels français et allemands.
Après l'invasion allemande et la défaite française en 1940, André Honnorat fait partie des parlementaires qui s'abstiennent lors du vote des pleins pouvoirs à Philippe Pétain. Pendant toute la durée de l'occupation allemande, et avec le concours du Comité national de défense contre la tuberculose (CNDT) dont il est le président depuis 1925, il aide les tuberculeux à rejoindre les sanatoriums de la zone libre. Il est choisi en 1944, par Charles de Gaulle, pour intégrer l'Assemblée consultative provisoire, quelques mois avant son élection au Conseil de l'université de université de Paris et son élection à l'Académie des sciences morales et politiques, le 24 février 1947.
André Honnorat s'éteint le 24 juillet 1950, dans sa 82e année, dans la Cité internationale universitaire de Paris, une résidence pour les étudiants du monde entier à laquelle il aura consacré trente ans de sa vie. Il est inhumé au cimetière de Montmartre.
Les papiers personnels d'André Honnorat sont conservés aux Archives nationales sous la cote 50AP.

## L'inventeur de l'heure d'été

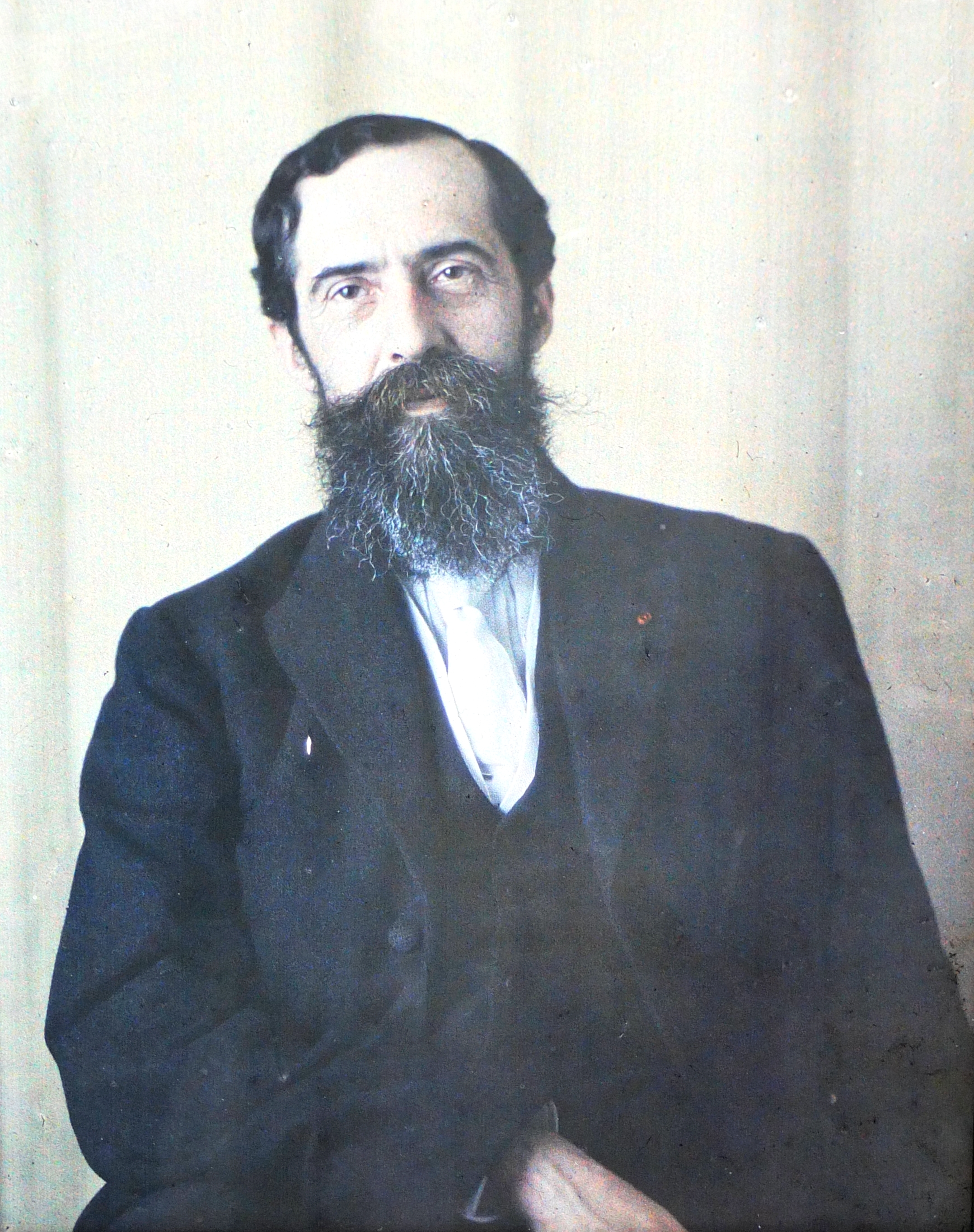
Autochrome 1920, collection Albert Kahn.

L'idée de l'heure d'été ne vient pas d'André Honnorat. C'est Benjamin Franklin qui émet pour la première fois cette proposition en avril 1784. Cependant, elle demeure presque totalement ignorée, exception faite de l'Australie, où elle a déjà été mise en œuvre.
Il faut attendre la Première Guerre mondiale, qui sollicite fortement les moyens de productions et d'échanges, extrêmement gourmands en énergies de toutes sortes (électricité, gaz, pétrole) pour qu'André Honnorat propose à la Chambre des députés le système de changement d'heure en 1916. Malgré un accueil rétif des parlementaires, plusieurs lettres d'injures et même de menaces de mort, le Parlement finit par adopter cette loi le 19 mars 1917, par 291 voix contre 177,.
Après la guerre, il déclare : « La victoire ne dépendait pas uniquement de l'héroïsme de nos soldats mais elle était également tributaire des moyens de production de nos belligérants ».

## Distinctions
- Commandeur de la Légion d'honneur (1947)

## Hommages
- En 1953 est érigé en son honneur, dans l'enceinte de la Cité internationale universitaire de Paris un « Monument à André Honnorat »[21].
- Un timbre postal le représentant[22] a été émis le 21 novembre 1960.
- La place André-Honnorat à Paris et le lycée André-Honnorat de Barcelonnette portent son nom.

### Filmographie
- André Honnorat. Sur les traces d'un bâtisseur, André Honnorat, sur les traces d'un bâtisseur - documentaire - 26 min. Film de Nathalie Kaufmann et Guillaume Tronchet, réalisé par Jean-Michel Fouque, produit par Transkom en coproduction avec la Cité internationale universitaire de Paris, avec le soutien du CNC et la participation de TV5MONDE, 26 min, 2010.

### Archives
- Inventaire du fonds d'archives de André Honnorat conservé à La contemporaine.
- Inventaire du fonds d'archives de André Honnorat conservé aux Archives nationales.
- Inventaire du fonds d'archives de André Honnorat conservé aux archives départementales des Alpes-de-Haute-Provence.